# IC 3201
IC 3201 је елиптична галаксија у сазвјежђу Береникина коса која се налази на листи објеката дубоког неба у Индекс каталогу.
Деклинација објекта је + 25° 43' 34" а ректасцензија 12h 21m 40,3s. Привидна величина (магнитуда) објекта IC 3201 износи 15,9 а фотографска магнитуда 16,9. IC 3201 је још познат и под ознакама NPM1G +26.0272, PGC 3089427.